# ريكي أندرسون
ريكي أندرسون (بالإنجليزية: Ricky Anderson)‏ هو لاعب كرة قدم أمريكية أمريكي، ولد في 24 يناير 1963.

## روابط خارجية
- ريكي أندرسون على موقع كلية كرة القدم في سبورتس رفرنس.كوم (الإنجليزية)